# Association américaine des observateurs d'étoiles variables
L’Association américaine des observateurs d'étoiles variables, (en anglais American Association of Variable Star Observers, AAVSO), fondée en 1911 par huit personnes dont le juriste William Tyler Olcott, l'astronome Edward Charles Pickering et l'astronome Anne Sewell Young, est une association américaine à but non lucratif qui coordonne, collecte, évalue, analyse, publie et archive les observations d'étoiles variables provenant en grande partie d'astronomes amateurs, afin de les mettre à disposition des astronomes professionnels, des chercheurs et des enseignants. Ces observations permettent d'établir la courbe de lumière décrivant la variation de brillance d'une étoile au fil du temps.
En 1921, des astronomes de l'observatoire de Lyon vont créer un équivalent français à l'AAVSO : l'Association française des observateurs d'étoiles variables (AFOEV).
L'astronomie est l'une des rares sciences où les amateurs peuvent offrir de véritables contributions à la recherche scientifique; les astronomes professionnels n'ayant ni le temps, ni les ressources nécessaires pour étudier chaque étoile variable. La base de données internationale de l'AAVSO compte actuellement plus de 20 millions d'étoiles variables, données accumulées depuis plus de 100 ans. La vingt-millionième observation a été inscrite dans la base de données le 19 février 2011, au cours de l'année du centième anniversaire de l'AAVSO. L'association reçoit annuellement près d'un million d'observations provenant d'environ deux mille observateurs, amateurs ou professionnels, et est régulièrement citée par les ouvrages scientifiques,,.